# Megastore
《Megastore》（日語：コミックメガストア）是由白夜書房（白夜書房）於1993年創刊的日本成人遊戲雜誌，1995年改由旗下分公司Coremagazine（コアマガジン）發行。1997年至1999年期間製作播放美少女遊戲情報節目《Megastore 美少女遊戲TV!》（メガストア 美少女ゲームTV!）。後來陸續創刊姊妹雜誌《G-Type》、《G'sister》、《Voice-type》、《Comic Megastore》。

## 外部連結
- Megastore的X（前Twitter）